# Даглас (Вајоминг)
Даглас (енгл. Douglas) град је у америчкој савезној држави Вајоминг.

## Демографија
По попису из 2010. године број становника је 6.120, што је 832 (15,7%) становника више него 2000. године.
| Група             | 2000.         | 2010.         |
| Белци             | 4.816 (91,1%) | 5.504 (89,9%) |
| Афроамериканци    | 3 (0,1%)      | 20 (0,3%)     |
| Азијати           | 7 (0,1%)      | 12 (0,2%)     |
| Хиспаноамериканци | 351 (6,6%)    | 463 (7,6%)    |
| Укупно            | 5.288         | 6.120         |